# Baoshou Yanzhao
Baoshou Yanzhao (chiń. 寶壽延沼; pinyin Băoshòu Yánzhăo; kor. 보수연소 Posu Yŏnso; jap. Hōju Enshō; wiet. Bảo Thọ Dang Trẻo; ur. 830, zm. 888) – chiński mistrz chan ze szkoły linji.

## Życiorys
Był uczniem i spadkobiercą Dharmy mistrza chan Linji Yixuana. Następnie żył i nauczał w klasztorze Baoshou w Zhenzhou (w pobliżu współczesnego miasta Shijiazhuang).
Mnich spytał Baoshou: „Gdy wszystkie dziedziny wystąpią i opanują cię, to wtedy co?”
Baoshou powiedział: „Nie kontroluj ich.”
Mnich pokłonił się.
Baoshou powiedział wtedy: „Nie poruszaj się. Jeśli się ruszysz, to przełamie cię w pasie na dwie części.”
Baoshou spytał mnicha: „Skąd przyszedłeś?”
Mnich powiedział: „Z Zachodniej Góry.”
Baoshou powiedział: „Czy widziałeś małpę?”
Mnich powiedział: „Widziałem.”
Baoshou powiedział: „Jak bystra była?”
Mnich powiedział: „Zobaczyłem, że wcale nie jestem odrobinę bystrzejszy.”
Baoshou uderzył go.

## Linia przekazu Dharmy zen
Pierwsza liczba oznacza liczbę pokoleń mistrzów od 1 Patriarchy indyjskiego Mahakaśjapy.
Druga liczba oznacza liczbę pokoleń od 28/1 Bodhidharmy, 28 Patriarchy Indii i 1 Patriarchy Chin.
- 36/9. Baizhang Huaihai (720–814)
  - 37/10. Huangbo Xiyun (zm. 850)
    - 38/11. Linji Yixuan (zm. 867)
      - 39/12. Weifu Dajue (bd)
      - 39/12. Zhenzhou Wanshou (bd)
      - 39/12. Youzhou Tangong (bd)
      - 39/12. Zhexi Shanquan (bd)
      - 39/12. Tongfeng Anzhu (bd)
      - 39/12. Dingzhou Cuichan (bd)
      - 39/12. Zhuoshou Kepu (bd)
      - 39/12. Fubei Anzhu (bd)
      - 39/12. Xiangzhou Licun (bd)
      - 39/12. Xingshan Jianhong (bd)
      - 39/12. Guanqi Ezhou (bd) (Guanxi)
      - 39/12. Ding Shanzuo (bd)
      - 39/12. Qisong (bd)
      - 39/12. Yunshan (bd)
      - 39/12. Shanyang Anzhu (bd)
      - 39/12. Huxi Anzhu (nd)
      - 39/12. Cangzhou Meicang (bd)
      - 39/12. Silla Zhiyi (bd)
      - 39/12. Baoshou Yanzhao (830-888)
        - 40/13. Xiyuan Siming (bd)

      - 39/12. Zhiyi Daozhe (bd)
        - 40/13. Suozhou Tankong (bd)

      - 39/12. Guanqi Zhixian (bd)
        - 40/13. Luzu Sanjiao (bd)

      - 39/12. Sansheng Huiran (Zhenzhou) (bd)
        - 40/13.
        - 40/13.

      - 39/12. Xinghua Cunjiang (Weifu) (830–925)
        - 40/13. Nanyuan Huiyong (Baoying) (860–930)
          - 41/14. Fengxue Yanzhao (896–973)